# De Joodse Brigade
De Joodse Brigade is een Belgische stripreeks waarvoor Marvano zorgde voor het scenario en de tekeningen. De reeks werd oorspronkelijk uitgegeven in het Frans onder de titel La Brigade Juive.

## Verhaal
De verhalen gaan over de Joodse Brigade, een eenheid van het Britse leger in de Tweede Wereldoorlog, waarvan de leden gerekruteerd werden onder de Joodse bevolking van Palestina. De eenheid vocht mee in Italië en maakte de laatste fase van de oorlog mee in Oostenrijk.

## Personages
- Ari Tamari
- Erika Pasternak
- Falk Kleeman
- Leslie Toliver
- Safaya Mehringer

## Albums
- 1. Vigilante, 2013
- 2. TTG, 2015
- 3. Hatikvah, 2016
- De Joodse Brigade (bundeling), 2016, heruitgegeven in 2022

## Varia
Jommeke, Filiberke en Pekkie hebben een cameo in 'TTG'.